# Radical (química)
En química, un radical (antes radical libre ) es una especie química (orgánica o inorgánica), caracterizada por poseer uno o más electrones desapareados. Se forma en el intermedio de reacciones químicas, a partir de la ruptura homolítica de una molécula y, en general, es extremadamente inestable y, por tanto, con gran poder reactivo y de vida media muy corta (milisegundos /).

## Nomenclatura
En la nomenclatura de los compuestos orgánicos, de acuerdo con la Unión Internacional de Química Pura y Aplicada (IUPAC), el término radical debe usarse sin el adjetivo libre, considerado innecesario y obsoleto especialmente en la química orgánica. Antiguamente, el término radical se ocupaba para denominar un grupo sustituyente, y el descubrimiento de sus formas "libres" llevó al uso del adjetivo para diferenciarlos. Actualmente estos sustituyentes se nombran por sus grupos, por ejemplo grupo alquilo o grupo metilo, y los "radicales libres" se nombran simplemente radicales.

## Historia
En 1900, Moses Gomberg, profesor de química en la Universidad de Míchigan, realizó una serie de observaciones de la reacción de halogenuros de trifenilmetano con plata y zinc, en benceno proponiendo acertadamente que el responsable de la coloración amarilla del producto altamente reactivo en la solución era el radical trifenilmetilo.
En 1929, Friedrich Paneth y Wilhelm Hofeditz produjeron el radical metilo (CH3). A diferencia del radical trifenilmetilo, el radical metilo era elusivo y no podía ser aislado, demostrando que los radicales libres orgánicos pueden existir momentáneamente y sugiriendo que muchas otras reacciones químicas orgánicas pueden involucrar radicales.
En 1933, Kharasch y Mayo, publicaron sus experimentos con el bromuro de alilo y el bromuro de hidrógeno, en los que la presencia o no de oxígeno, generaba distintos isómeros. A esto se le llamó "efecto peróxido", que fue explicado por Kharasch en 1936, por una reacción intermedia con el radical bromo Br·.
En 1934, Rice y Herzfeld clasificaron las reacciones que producían radicales libres en reacciones de iniciación si se forma un radical libre, de propagación si se conserva el número de radicales libres con formación de productos, de inhibición si se conserva el número de radicales libres con desaparición de productos; y de terminación si dos radicales libres desaparecen al combinarse sus electrones desapareados.
En 1939, Leonor Michaelis propuso que la oxidación de todas las moléculas orgánicas bivalentes ocurre con la formación de un radical libre intermediario. Demostró la formación de semiquinonas en la oxidación de las benzoquinonas y naftoquinonas.
En 1946, Michaelis describió la reducción univalente secuencial del oxígeno como mecanismo molecular de cuatro pasos de transferencia de un electrón, con formación de radical superóxido (O2-), peróxido de hidrógeno (H2O2), y radical hidroxilo (HO·) como los intermediarios de la reducción parcial del oxígeno y con formación de agua como producto final de la reducción.
O2 → O2- → H2O2 → HO· → H2O
En 1954, Rebeca Gerschman, mientras trabajaba en la Universidad de Rochester, publicó en la revista Science el artículo «Oxygen poisoning and X-irradiation: a mechanism in common».
La «teoría de Gerschman» postulaba que:
- Los radicales libres del oxígeno son el mecanismo común de las toxicidades del oxígeno y de la radiación.
- Un aumento en la presión parcial de oxígeno o una disminución de la defensa antioxidante llevan igualmente al daño celular y tisular.
- La toxicidad del oxígeno es un fenómeno continuo.[9]

En 1969, Joe M. McCord y Irwin Fridovich descubrieron la enzima superóxido dismutasa aislada desde eritrocitos de bovinos, que cataliza la reacción de dismutación de superóxido en peróxido de hidrógeno (agua oxigenada) y oxígeno:
2O2-(O2· + O2·) + 2H+ → H2O2 + O2
La existencia de la superóxido dismutasa implicó el reconocimiento inmediato de la existencia fisiológica del radical superóxido, basado en la teleología de que la enzima implica la existencia del sustrato.

## Características generales
Los radicales poseen existencia independiente aunque tengan vidas medias muy breves, por lo que se pueden sintetizar en el laboratorio, se pueden formar en la atmósfera por radiación, y también se forman en los organismos vivos (incluido el cuerpo humano) por el contacto con el oxígeno y actúan alterando las membranas celulares y atacando el material genético de las células, como el ADN.
Los radicales tienen una configuración electrónica de capas abiertas por lo que llevan al menos un electrón desapareado que es muy susceptible de crear un enlace con otro átomo o átomos de una molécula. Desempeñan una función importante en la combustión, en la polimerización, en la química atmosférica, dentro de las células y en otros procesos químicos.
Para escribir las ecuaciones químicas, los radicales frecuentemente se escriben poniendo un punto (que indica el electrón impar) situado inmediatamente a la derecha del símbolo atómico o de la fórmula molecular como:
H2 + hν → 2 H· (reacción 1)
Esto se deriva de la notación de Lewis.

## Tipos de radicales

### Según el número de átomos
Los radicales pueden ser:
- Monoatómicos, como el radical cloro Cl·, el radical bromo Br·, o el radical hidrógeno H·, que son simplemente átomos o iones con un número impar de electrones.
- Poliatómicos, formados por más de un átomo, como el radical metilo, CH3·

### Según el átomo central que posee el electrón impar
Dependiendo de cual sea el átomo central que posee el electrón desapareado, los radicales pueden ser: 
- Radicales centrados en el carbono: como un radical alquilo (por ejemplo, el radical metilo .CH3), o un radical arilo. Dentro de los radicals en C conviene distinguir, según sea el carbono que porta el electrón desapareado, entre radicales primarios (como el radical metilo CH3·), radicales secundarios (como el radical ); y radicales terciarios (como el radical trifenilmetilo). Los radicales terciarios son más estables que los secundarios, y estos a su vez son más estables que los primarios.[12]

| Radical primario | Radical secundario                      | Radical terciario      |
| ---------------- | --------------------------------------- | ---------------------- |
|                  |                                         |                        |
| Radical etinilo  | radical 2.º derivado del 1-bromopropano | Radical trifenilmetilo |

- Radicales centrados en el nitrógeno: como el radical nitrato ·NO3
- Radicales centrados en el oxígeno: como el radical hidroxilo ·OH, muy reactivo.
- Radicales centrados en átomo de halógeno: como el radical cloro Cl·
- Radicales centrados en átomo de metal: como el radical ·SnH3

### Según la carga
Los radicales pueden ser neutros, aniónicos o catiónicos, según que no posean carga; o que esta sea negativa o positiva.
| Radical neutro          | Anión radical                               | Catión radical              |
| ----------------------- | ------------------------------------------- | --------------------------- |
|                         |                                             |                             |
| Radical metilo (neutro) | Anión radical cetilo (efecto de resonancia) | Catión radical acetaldehído |

## Reacciones radicalarias
Son reacciones en las que intervienen radicales, generalmente como estados intermedios, como por ejemplo la halogenación radicalaria de alcanos.

### Mecanismo general de una sustitución radicalaria

Mecanismo general de una reacción de sustitución radicalaria.

Las reacciones en las que intervienen radicales libres se llaman reacciones radicalarias. Se dividen normalmente en tres fases: iniciación, propagación y terminación.
La reacción global de sustitución mostrada en la ecuación 1 se puede descomponer en los siguientes procesos:
Reacciones de iniciación Son las reacciones que producen un aumento en el número de radicales libres. 
- La ecuación 2 corresponde a una ruptura homopolar provocada por termólisis o fotólisis.
- La ecuación 3 corresponde a una ruptura favorecida por un radical iniciador Init·

Reacciones de propagación: Se producen reacciones entre radicales. Corresponde a las etapas 4 y 5.
Reacciones de terminación: Finalmente, se recombinan los radicales para formar moléculas más estables. Corresponde a las etapas 6 y 7.

### Producción de radicales en seres vivos
Los radicales se producen en la respiración con la presencia de oxígeno que aunque es imprescindible para la vida celular de nuestro organismo, también induce la formación de estas moléculas reactivas, que provocan a lo largo de la vida efectos negativos para la salud debido a su capacidad de alterar el ADN (los genes), las proteínas y los lípidos o grasas (oxidación). En nuestro cuerpo existen células que se renuevan continuamente como las células de la piel, del intestino, y el hígado. En el transcurso de los años, los radicales libres pueden producir una alteración genética sobre las células que se dividen continuamente contribuyendo a aumentar el riesgo de cáncer por mutaciones genéticas o bien, disminuyen la funcionalidad de las células que no se dividen tanto, disminuyendo el número de mitocondrias, que es característico del envejecimiento. 
Las situaciones que aumentan la producción de radicales libres son:
- La contaminación ambiental.
- El tabaquismo.
- Las dietas ricas en grasas.
- Exposición excesiva a las radiaciones solares.
- La ingesta de aceites vegetales que fueron refinados, ya que estos contienen radicales libres al ser sometidos a altas temperaturas.
- El estrés.